# Lex Caecilia Didia
Lex Caecilia Didia (Закон Цецилия—Дидия) — древнеримский закон, принятый в 98 году до н. э. при консулах Квинте Цецилии Метелле Непоте и Тите Дидии.
Согласно закону, между первой публикацией предложенного законопроекта и голосованием по нему должно было пройти три нундины (trinundinum). Кроме того, запрещалось выставлять на голосование несколько законопроектов одним пакетом.
Вопрос об определении отрезка времени, который обозначают 3 нундины, остаётся нерешённым. По одной версии, это 24 дня; однако, эта версия не подтверждена и оспаривается из-за того, что в соответствии с представлениями римлян о времени используемый термин мог обозначать и «на третью нундину».
Закон был принят для обеспечения сельским жителям возможности успеть ознакомиться с законопроектом и прибыть на голосование, а также для предотвращения в дальнейшем случаев демагогических приёмов, когда в одно предложение включались как рассчитанные на широкую поддержку популистские меры, так и меры, направленные на усиление собственного политического влияния. По всей видимости, подобным приёмом пользовался Луций Аппулей Сатурнин.
Также известно о том, что закон неоднократно нарушался.